# 陈淑琬
陳淑琬（CoCo Chen， 1976年12月20日—），擁有四分之一台灣原住民噶瑪蘭族血統，是一名出身中華民國的記者兼新聞主播。高中就讀台北景美女中，在校期間曾入選景美女中樂儀隊隊員之一，大學畢業於台灣世新大學。後曾在淡江大學大陸研究所取得碩士學位，更曾在政治大學傳播學院EMA專班進修，亦順利畢業取得碩士學位。
陳淑琬曾任台北之音電台新聞記者、中天新聞台政治記者。2004年曾一度被新黨、中國國民黨兩黨聯合提名，披上選舉戰袍，參選中華民國第六屆立法委員，角逐台中市選區的區域立委資格，最終得票9842票，未獲勝選席次。台中區域立委選戰失利後，旋即重返新聞圈，回鍋選前已服務兩年的香港鳳凰衛視新聞團隊，長期擔任該台駐台北記者，主要負責報導台灣本地的政治新聞，主跑總統府等中央部會的政治新聞，2010年1月亦曾搭上馬英九總統專機，前往2010年海地地震災區現場，親身在海地現場，為全球華人實況報導這則2010年開年的重大國際新聞。
2010年下半年，調任鳳凰衛視香港大埔總部，正式擔任鳳凰衛視資訊台專職新聞主播、鳳凰衛視中文台節目主持人，目前定居於香港。2014年開始，陳淑琬除了新聞主播身分之外，更擔綱鳳凰衛視全媒體型態時事節目全媒体大開講總製作人，率領鳳凰衛視台內的主播群，以三名主播搭檔一名評論員的3+1主持形式，共同主持該檔每天傍晚直播的時事節目。

## 學歷
- 臺北市立景美女子高級中學
- 世新大學傳播學院
- 淡江大學大陸研究所碩士
- 政治大學傳播學院EMA專班碩士

## 經歷
- 台灣台北之音新聞記者
- 台灣中天新聞台時政記者
- 香港鳳凰衛視資訊台駐台北記者
- 香港鳳凰衛視資訊台新聞主播
- 香港鳳凰衛視中文台主持人